# Blond (Haute-Vienne)
Blond is een gemeente in het Franse departement Haute-Vienne (regio Nouvelle-Aquitaine) en telt 693 inwoners (2020). De oppervlakte bedraagt 64,69 km², de bevolkingsdichtheid is 11 inwoners per km².

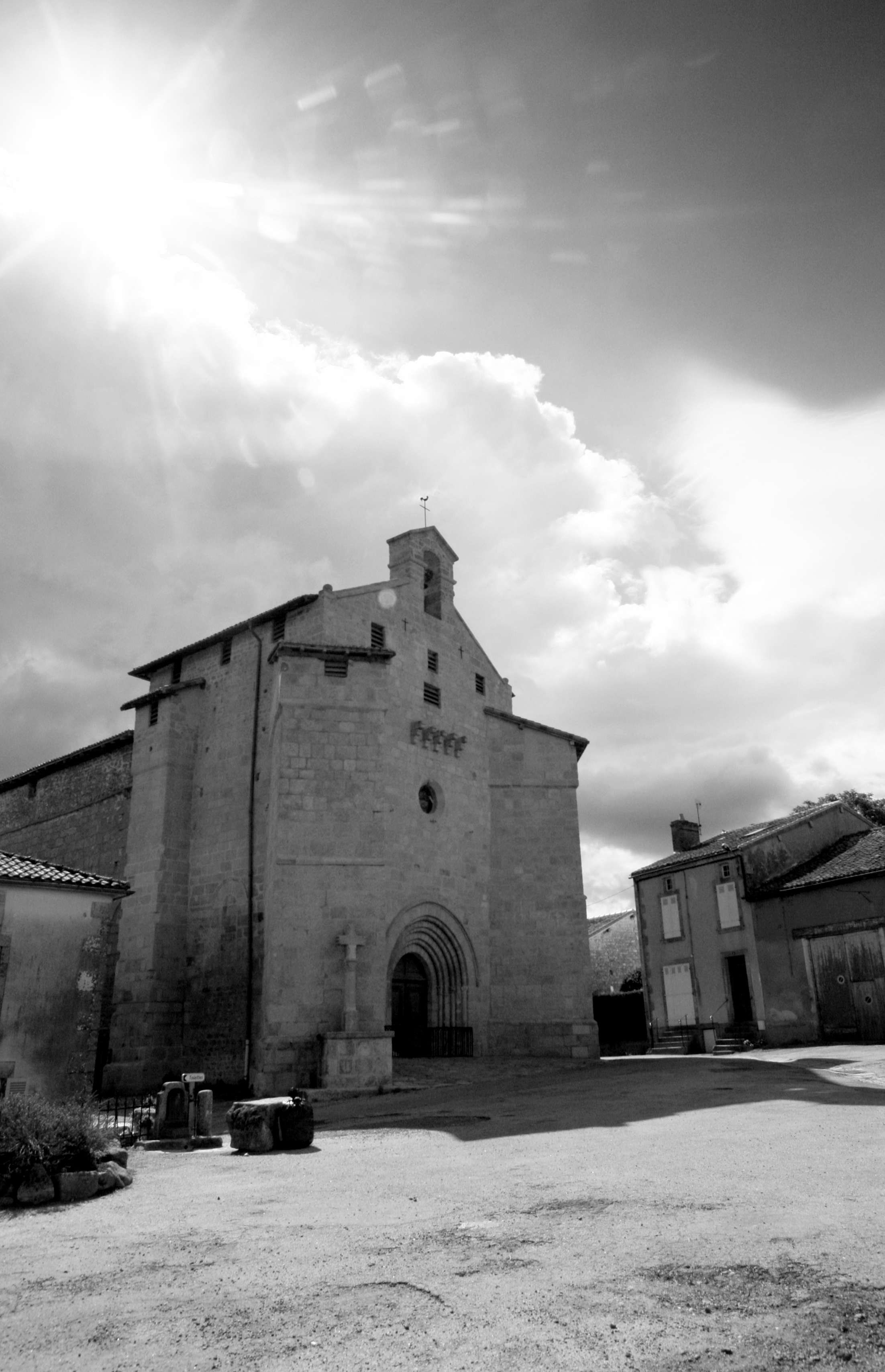
Kerk van Blond

## Demografie
Onderstaande figuur toont het verloop van het inwonertal (bron: INSEE-tellingen).

1. ↑  Populations de référence 2022.